# August Junker (Musiker)

August Junker mit sieben Jahren

August Junker (* 28. Januar 1868 in Stolberg bei Aachen; † 5. Januar 1944 in Tokio) war ein deutscher Musiker.
Bekannt wurde Junker insbesondere durch seine Tätigkeit in Japan Anfang des 20. Jahrhunderts, wo er neben Rudolf E. Dittrich und anderen deutschen beziehungsweise österreichischen Musikern einen wesentlichen Beitrag zur Entwicklung westlicher, klassischer Musik leistete. Er übte 13 Jahre lang seine Lehrtätigkeit an der Tōkyō Ongaku Gakkō, der ersten Musikakademie westlicher Art in Japan aus, förderte das deutsche Liedgut und den Instrumentalunterricht und schuf ein erstes japanisches Orchester nach westlichem Vorbild.
Seine Schüler Rentarō Taki und Kōsaku Yamada gelten als Begründer des Japanischen Kunstlieds, bei dem sich westliche (deutsche) Kompositionstechnik mit östlicher (japanischer) Lyrik verbinden.

## Leben und Werk

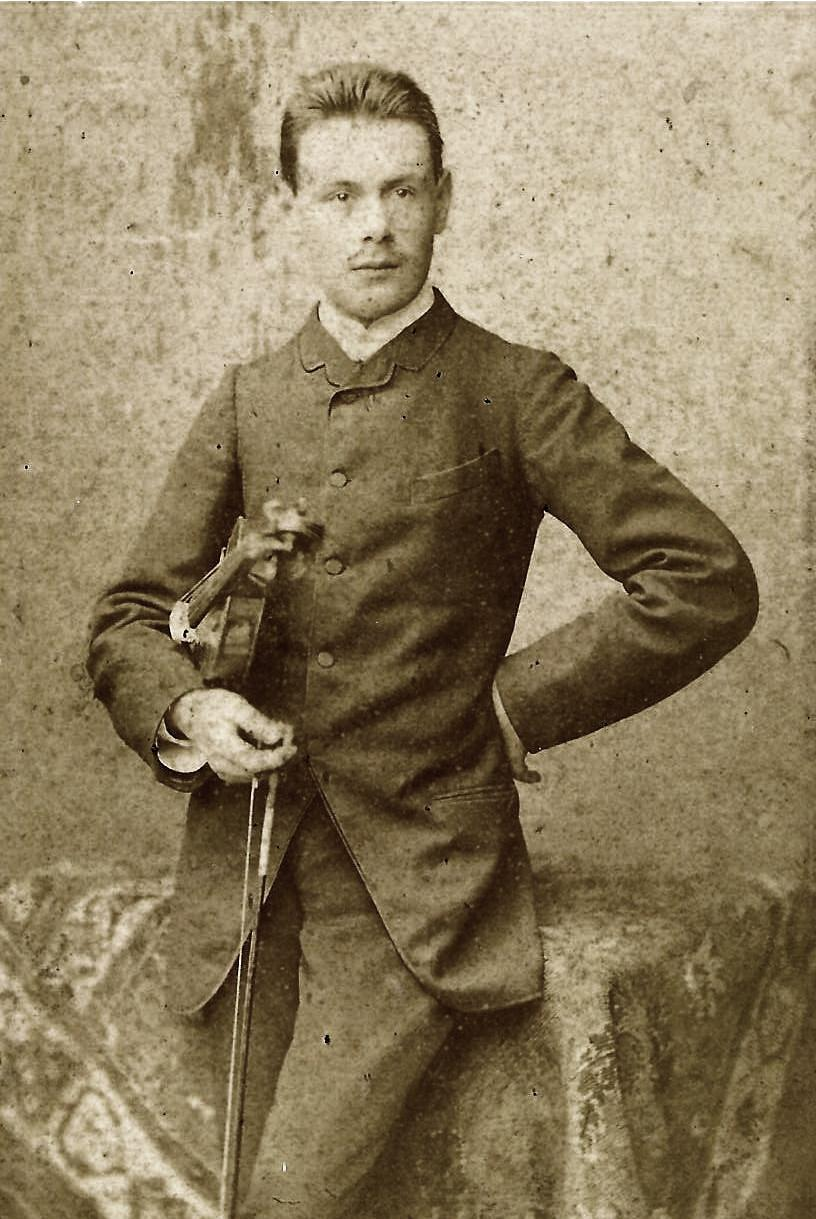
August Junker in Köln 1890

Sein Vater, ein Glasbläser, unterrichtete ihn früh an der Geige; schon als Zehnjähriger spielte er mit ihm an Wochenenden zum Tanz auf. Mit 13 Jahren kam Junker nach Köln auf das Konservatorium, wo er als Violinist ausgebildet wurde. Als bester Schüler durfte er vor Johannes Brahms spielen. Mit 17 Jahren wurde er Schüler von Joseph Joachim in Berlin. 1890 kam er zu den Berliner Philharmonikern und wurde von Hans von Bülow zum Konzertmeister berufen.
Von 1891 bis 1897 spielte er als erster Bratschist beim Chicago Symphony Orchestra; 1897 führte ihn eine Reise über Ägypten, Südostasien nach Yokohama in Japan. Dort fand er Arbeit in einem Musikgeschäft und lernte dadurch viele Ausländer kennen, die in Japan lebten und in ihrer Freizeit musizierten. Er stellte ein Orchester zusammen und trat mit ihm bei Wohltätigkeitskonzerten auf. So wurde man auf ihn aufmerksam und bot ihm auf Empfehlung von Raphael von Koeber  1899 eine Stelle an der Musikhochschule Tokio, der Tōkyō Ongaku Gakkō an. Junker selbst bildete die Streicher aus und übernahm den Chor. Die Bläser kamen von der Hofkapelle. Diese wurde von Franz Eckart unterrichtet, einem deutschen Militärkapellmeister, der die europäische Militärmusik in Japan bekannt machte.
In wenigen Jahren hatte August Junker so viele Studenten begeistert und sie dazu gebracht, die verschiedensten Instrumente zu erlernen, dass ein japanisches Orchester zustande kam. Er veranlasste, dass immer mehr deutsche Musiker nach Japan kamen. Auch ermunterte er japanische Musikstudenten zum Studium nach Deutschland zu gehen und knüpfte für sie Kontakte. So führte er auch Kammermusik mit Kōda Nobu und Andō Kō auf, zwei Schwestern, die am Konservatorium Tokio unterrichtet worden waren und Pionierinnen der westlichen Musik in Japan wurden.
Für dieses Engagement wurde er hoch geehrt. Von der preußischen Regierung wurde er zum „Königlichen Musikdirektor“ und „Preußischen Professor“ ernannt und vom japanischen Kaiser erhielt er den Orden des Heiligen Schatzes (瑞宝章, Zuihōshō) und den Orden der Aufgehenden Sonne (旭日章, Kyokujitsushō).

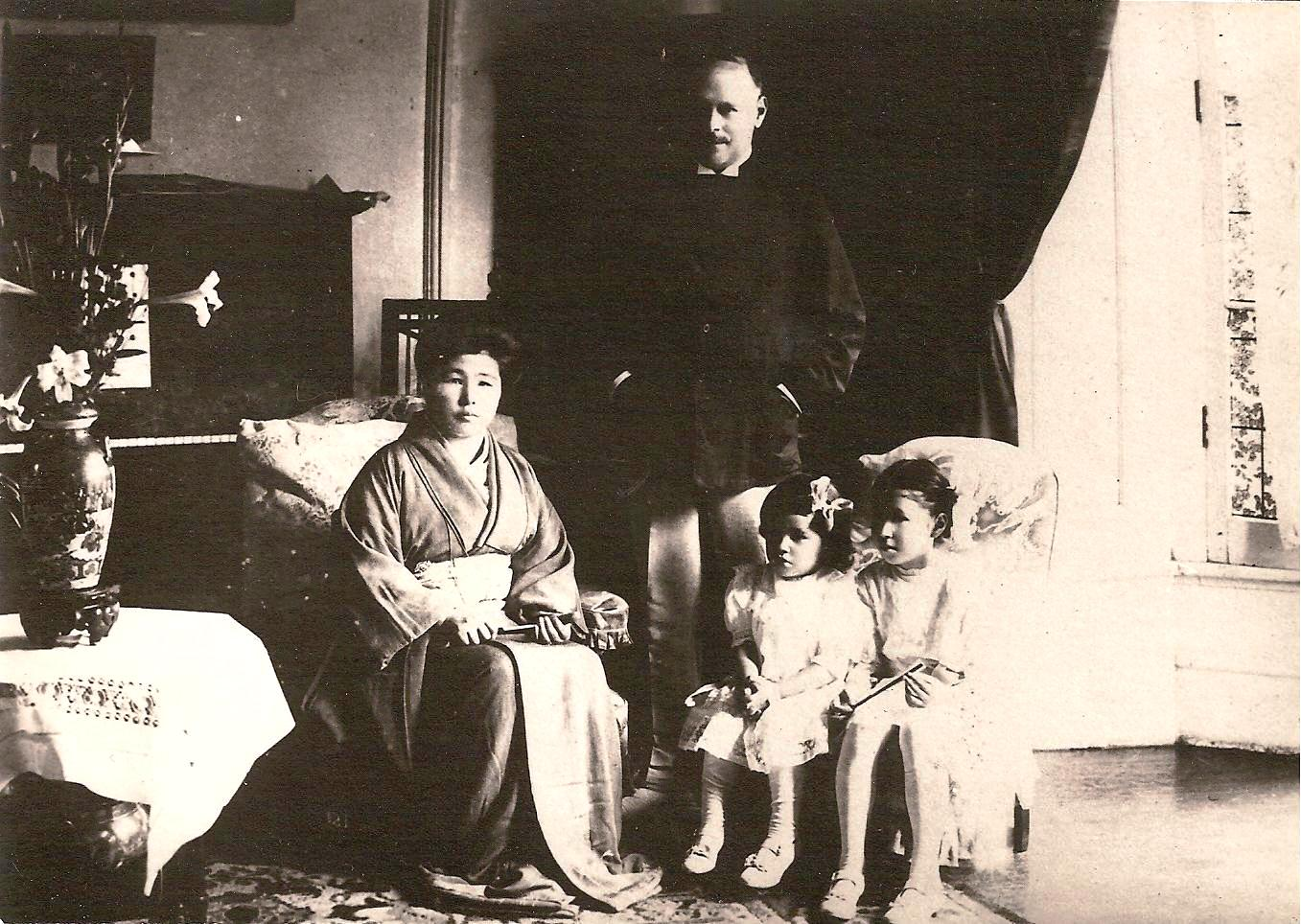
August Junker mit Familie in Tokyo 1912

1912 kehrte er mit seiner japanischen Frau Nobu Kamada und zwei Töchtern nach Deutschland zurück und ließ sich in seinem Geburtsort Stolberg nieder. Er gab Konzerte und unterrichtete. Das Paar bekam noch eine Tochter sowie einen Sohn, der als Säugling an Diphtherie starb.
22 Jahre später, 1934, ging er mit seiner Frau wieder nach Japan, wo er zusammen mit seiner Tochter Marion Kayser, geb. Junker, Konzerte gab. Er leitete das Shôchiku Orchester und lehrte an der Musashino Musikhochschule Tokio. Er starb am 5. Januar 1944 in Tokio.